# Oreina pennina
Oreina pennina là một loài bọ cánh cứng trong họ Chrysomelidae. Loài này được Binaghi miêu tả khoa học năm 1938.